# Ferrière-Larçon
Ferrière-Larçon település Franciaországban, Indre-et-Loire megyében. Lakosainak száma 239 fő (2022. január 1.). Ferrière-Larçon Betz-le-Château, La Celle-Guenand, Ciran, Esves-le-Moutier, Ligueil és Paulmy községekkel határos.

## Népesség
A település népességének változása:
| Lakosok száma | 505  | 348  | 292  | 286  | 259  | 253  | 247  | 238  | 234  | 239  |
|               | 1968 | 1982 | 1990 | 2006 | 2013 | 2015 | 2017 | 2019 | 2020 | 2022 |